# Nesticus afghanus
Nesticus afghanus là một loài nhện trong họ Nesticidae.
Loài này thuộc chi Nesticus. Nesticus afghanus được Carl Friedrich Roewer miêu tả năm 1962.